# L'ombra del dubbio (film 1943)
L'ombra del dubbio (Shadow of a Doubt) è un film del 1943 diretto da Alfred Hitchcock.
Nel 1991 è stato scelto per la conservazione nel National Film Registry della Biblioteca del Congresso degli Stati Uniti.

## Trama

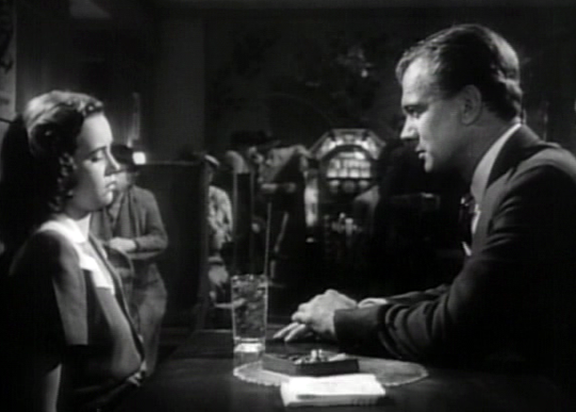
Teresa Wright e Joseph Cotten in una scena del film

Carlo Oakley fugge dalla città in cui si nasconde in una camera ammobiliata, pedinato da due poliziotti, a Santa Rosa (California), col pretesto di far visita a sua sorella Emma, il marito di lei e i suoi tre figli. Lo zio porta doni a tutti ed è molto amato, in particolare dalla nipote adolescente Carla, che si chiama come lui. Tuttavia lo spettatore è già edotto sul fatto che lo zio nasconde qualcosa di molto inquietante e sa che la sistemazione californiana è solo un tentativo di trovare un rifugio. Ma due poliziotti, gli stessi dell'inseguimento iniziale, lo hanno scovato seguendolo da Filadelfia, ove risiedeva, e con il pretesto di fare un servizio fotografico presso la casa in cui zio Carlo è ospitato, cercano informazioni importanti che riguardano il misterioso ospite. Che cosa nasconde lo zio Carlo e che significato può avere il motivetto de La vedova allegra di Franz Lehár che per telepatia risuona nella mente della nipote e che non piace a Carlo, che volutamente lo confonde col celebre Sul bel Danubio blu di Johann Strauss jr?
È ricercato per l'omicidio di alcune vedove alle quali avrebbe sottratto il patrimonio, ma quando giunge la notizia che nel nord-est un altro è stato catturato (o meglio, è morto tranciato dall'elica di un aereo mentre stava fuggendo), il caso è apparentemente risolto. Non per la nipote però, la quale ha invece conferme che è proprio lui l'assassino. Lo zio tenta di ucciderla tre volte (lima un gradino della scala, la chiude in garage col tubo di scarico dell'auto che sprigiona i gas e infine tenta di buttarla giù dal treno), ma alla fine sarà proprio lei, difendendosi, a far cadere lo zio dal treno. Potrà vivere la sua storia d'amore con uno dei due poliziotti, mentre le convenzioni locali sono salve dallo scandalo, visto che lo zio viene ricordato dalla popolazione come uomo integerrimo in un solenne funerale, totalmente ignara del fatto che era il vero assassino delle vedove (a eccezione di Carla, la sola a conoscere la verità).

## Produzione
Il film è prodotto dalla Universal Picture: David Selznick definì il 7 maggio 1942 un contratto con Jack Skirball, dell'Universal, che gli pagava 150.000 dollari per avere Hitchcock per 18 settimane e per fargli girare un nuovo film.

### Regia
Hitchcock usa all'inizio, come sfondo per i titoli di testa coppie che danzano con la musica de La vedova allegra, immagine che ritorna spesso nel film, assieme al motivo musicale del valzer. L'immagine elegante e festosa cela il passato del protagonista pluriomicida.
Nelle sequenze iniziali, dopo un campo lungo sulla città e il ponte sul fiume, l'esterno della casa in cui affittano camere e la finestra, lo zio Carlo è inquadrato sdraiato sul letto completamente vestito; stessa costruzione per la presentazione della nipote Carla a Santa Rosa: campo lungo sulla città, esterno della casa e la finestra, la ragazza è inquadrata distesa vestita sul proprio letto in posizione simmetrica rispetto a quella dello zio.
Quando lo zio Carlo arriva in treno a Santa Rosa, dal camino della locomotiva esce un fumo denso, nero, che getta un'ombra oscura su tutta la stazione: l'effetto è stato cercato volutamente dal regista: «...ecco il diavolo che sta arrivando nella città».

### Soggetto
Hitchcock racconta che Margaret Mac Donell, responsabile del settore soggetti di Selznick, per il film gli aveva proposto un'idea di suo marito, Gordon Mac Donell, romanziere. Gli piacque e si fece fare un abbozzo della storia di nove pagine.

### Sceneggiatura
Il regista scelse come sceneggiatore Thornton Wilder di cui aveva apprezzato molto la commedia Piccola città. Il lavoro fu ultimato nell'agosto 1942, con Sally Benson e la moglie Alma Reville.

### Cast
La parte della protagonista femminile è interpretata da Teresa Wright, in prestito da Samuel Goldwyn, che in questo film, secondo la critica, offre uno dei migliori ritratti della tipica ragazza americana; quella del protagonista maschile da Joseph Cotten. L'attore, già sotto contratto con Selznick, con il regista inglese reciterà anche in Il peccato di Lady Considine. È anch'egli ai suoi vertici espressivi «...resta impresso il côté freddo e cinico, un guizzo d'ironia aristocratica nelle pupille che inquina il viso fine». Hume Cronyn ebbe il suo primo ruolo cinematografico nella parte di Herbie Hawkins, l'amico del padrone di casa, appassionato di omicidi; reciterà per Hitchcock anche nel film successivo Prigionieri dell'oceano nella parte di Stanley Garrett e in due telefilm, e collaborerà alla scrittura di Nodo alla gola e Il peccato di Lady Considine.

#### Cameo
Alfred Hitchcock appare sul treno di spalle mentre gioca a carte.

### Riprese
Le riprese in esterni furono eseguite a Santa Rosa in California per tutta l'estate 1942; a metà settembre iniziarono quelle in studio a Hollywood.

## Distribuzione
Distribuito dalla stessa Universal Picture, ebbe la prima il 15 gennaio 1943. L'edizione italiana, come per altri film statunitensi durante la guerra, fu doppiata in Spagna, dove un gruppo di attori italiani (Paola Barbara, Nerio Bernardi, Emilio Cigoli, Franco Coop, Anita Farra e Felice Romano) era rimasto bloccato dopo gli eventi successivi all'8 settembre.
In Italia il film uscì nell'estate 1947.

## Tematiche
Il film è costruito sul tema del "doppio": lo zio Carlo e la nipote che, non casualmente, porta lo stesso nome, sono le due facce della stessa realtà, il male e il bene, la colpa e l'innocenza. Lei telepaticamente anticipa le sue intenzioni: gli vuole mandare un telegramma e lo riceve da lui, canticchia il motivo del valzer e lui lo sta pensando nella sua testa. Nei primi incontri «Siamo gemelli noi due» dice lei e nel dialogo al bar «Siamo uguali» afferma lui; lo zio arriva a portarle in dono l'anello con la pietra di smeraldo quasi a legarla con una promessa reciproca.
Due sono le scene di chiesa, due le scene di garage, due le visite dei poliziotti, due i sospettati, due i tentativi di omicidio, due i pranzi, due le scene alla stazione: Truffaut individua ben 14 situazioni giocate sulla cifra due.
Il tema della doppia personalità è sviluppato in altri film di Hitchcock: Delitto per delitto, La donna che visse due volte, Psyco, Frenzy.
Assai importante nel film è anche il tema della possibile ipocrisia o superficialità della considerazione sociale: un personaggio ambiguo come lo zio Carlo appare alla comunità come un benefattore e, in modo beffardo, viene ricordato in un funerale solenne come un personaggio influente della comunità, celebrato dalle autorità civili e religiose.

## Riferimenti letterari
I riferimenti letterari più immediati appaiono essere Lo strano caso del dottor Jekyll e del signor Hyde (1886) di Robert Louis Stevenson e Il ritratto di Dorian Gray (1891) di Oscar Wilde, opere popolari durante l'adolescenza di Hitchcock e che lui lesse più volte.

## Riferimenti autobiografici
Il 26 settembre 1942 Hitchcock ricevette la notizia della morte della madre, avvenuta a Londra, che a causa della guerra in corso non gli era stato possibile incontrare durante la malattia.
Nel film ci sono molti riferimenti autobiografici. Alcuni tratti del protagonista rispecchiano sue caratteristiche, come l'amore per il lusso, il piacere di far regali, l'ordine e la meticolosità; un ricordo d'infanzia dello stesso Hitchcock, l'incidente in bicicletta; come la piccola Anna, anch'egli era stato vorace lettore di romanzi d'avventura, nel film si cita Ivanhoe molto amato dal regista; come Roger era molto abile nel risolvere problemi matematici, come il padre era appassionato di storie di delitti irrisolti; nella figura della madre dei ragazzi è adombrata, in versione benevola, la madre del regista di cui porta lo stesso nome, Emma.

## Rifacimenti
Rifatto da Harry Keller in Step Down to Terror, nel 1958, con Colleen Miller e Charles Drake, è inedito in Italia.

## Riconoscimenti
- 1944 - Premio Oscar
  - Candidatura Miglior soggetto originale a Gordon Mac Donell